# Герб Української РСР
Державний герб Української РСР був затверджений 14 березня 1919 року, використовувався до 1992 року. На стрічці, що оперізує колоси пшениці, в центрі напис українською мовою Українська PCP, а з боків — Пролетарі всіх країн єднайтеся!
Офіційно — Державний герб, хоча ця державна емблема й не є геральдичною.

## Історія

### 1919—1929
Опис першого герба УСРР було закріплено в Конституції 1919 року (ст. 34):
|  | Герб У.С.Р.Р. складається з зображення на червоному тлі в променях сонця золотих серпа і молота, оточених вінцем з колосся і написом російською та українською мовами: 1) У.С.Р.Р. 2) Пролетарі всіх країн, єднайтеся. |

Герб був повністю тотожний гербу РСФРР:
|  | Герб Російської Соціалістичної Федеративної Радянської Республіки складається з зображень на червоному фоні в променях сонця золотих серпа і молота, поміщених хрест-на-хрест рукоятками донизу, оточених вінцем з колосся і з написом: а) Російська Соціалістична Федеративна Радянська Республіка і б) Пролетарі всіх країн, єднайтеся! |

Варіант герба УСРР (1918—1920)
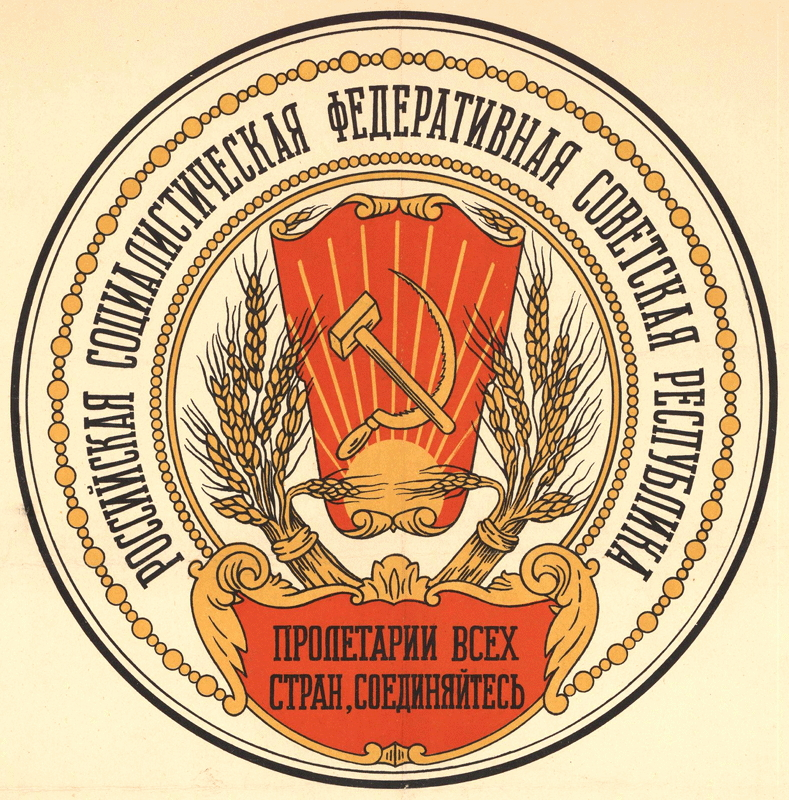
Герб РСФРР (1918-1925)
Герб УРСР (1919–1929)
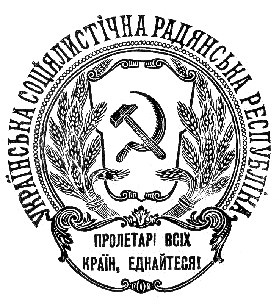
Варіант герба УСРР (1920)

### 1929—1937
У 1929 році герб зазнав видозмін: гасло «Пролетарі всіх країн єднайтеся» залишилося лише українською мовою.

### 1937—1949
«Сталінська» Конституція (30 січня 1937 року) трохи змінила герб і прапор УРСР (ст. 143): на гербі змінилася абревіатура «УРСР» замість «УСРР», стало більше сонячних променів, погустішав вінок.

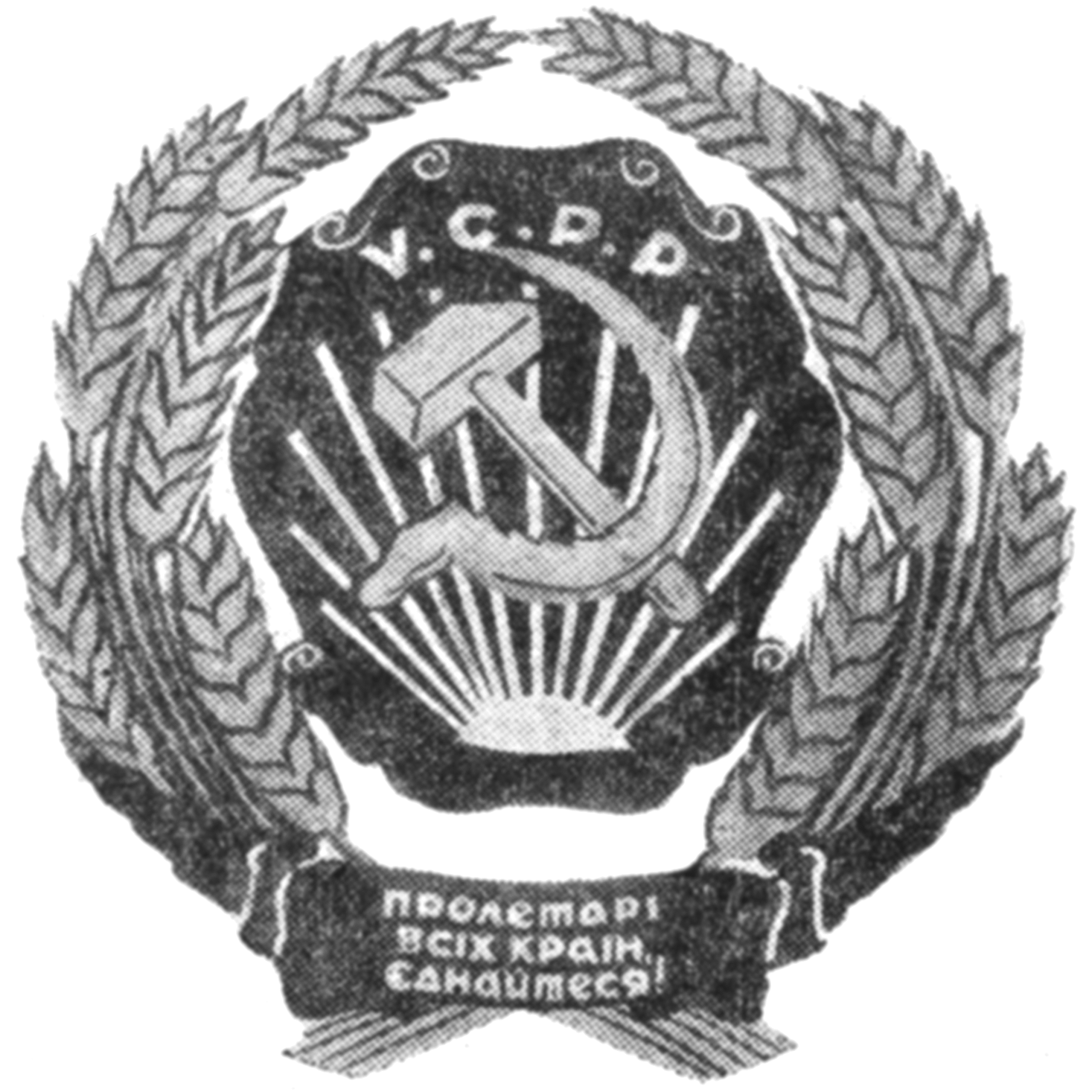
Герб УРСР (1929–1937)
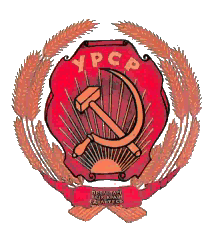
Герб УРСР (1937–1949)
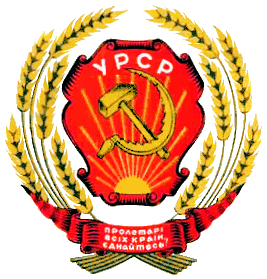
Герб УРСР (1937–1949)
Герб УРСР (1937–1949)

### 1949—1992
Влітку 1947 року в ЦК КП(б)У обговорювалося питання про приведення герба УРСР до єдиного в СРСР стандарту: у верхню частину вирішили додати зірку, поміняти розташування написів. Після листування з Москвою (Сталіним) проєкт дістав схвалення. Указом Президії Верховної Ради УРСР від 21 листопада 1949 року і законом, прийнятим Верховною Радою УРСР 5 липня 1950 року, у верхній частині герба була додана червона п'ятикутна зірка, замість девізу внизу герба почало поміщатися найменування республіки українською мовою, а девіз українською та російською мовами перенесений на бічні витки червоної стрічки.
У Конституції УРСР, прийнятій на позачерговій сьомій сесії Верховної Ради Української РСР дев'ятого скликання 20 квітня 1978 року, (редакція 1989 року) герб був описаний в розділі IX. Герб, прапор, гімн і столиця України:
|  | Державним гербом Української Радянської Соціалістичної Республіки є зображення серпа і молота, поміщених на щиті в променях сонця і в обрамленні колосся, з написом на стрічці: внизу вінка — «Українська РСР», на правому витку — «Пролетарии всех стран, соединяйтесь!», на лівому — «Пролетарі всіх країн, єднайтеся!». Над щитом між колосками — пʼятикутна зірка. |

19 лютого 1992 року було прийнято постанову «Про Державний герб України». Після цього статтею 24 Закону України № 2480-XII від 19 червня 1992 року «Про внесення змін і доповнень до Конституції (Основного Закону) України» (тобто УРСР яку було перейменовано на Україну відповідно до п.16 ЗУ N 1554-XII від 17 вересня 1991 року), було виключено з конституції УРСР-України державні символи.
З 19 лютого по 19 червня 1992 року в УРСР-Україні існували малий і великий державний герб (на момент прийняття малого державного герба він не був складовою частиною великого державного герба).

Герб УРСР (1950–1992)
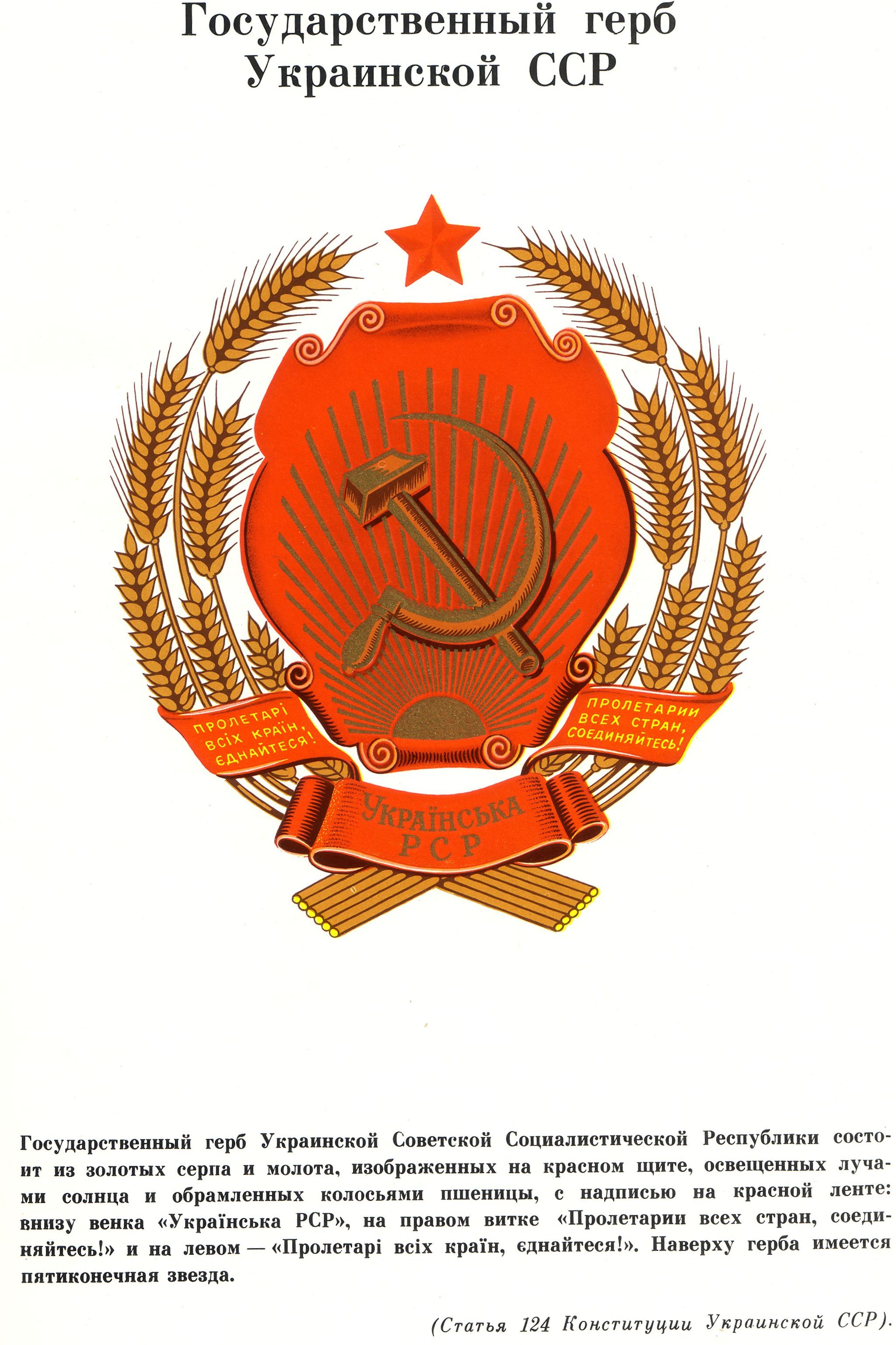
Герб УРСР з офіційним описом
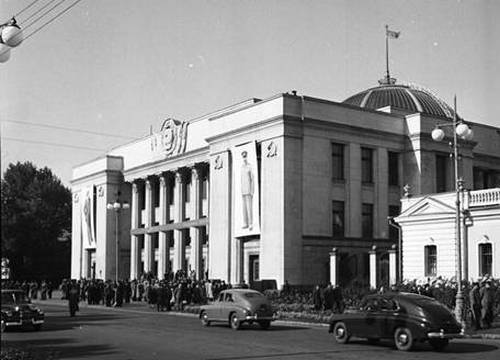
Герб УРСР на будівлі Верховної Ради УРСР (1952)
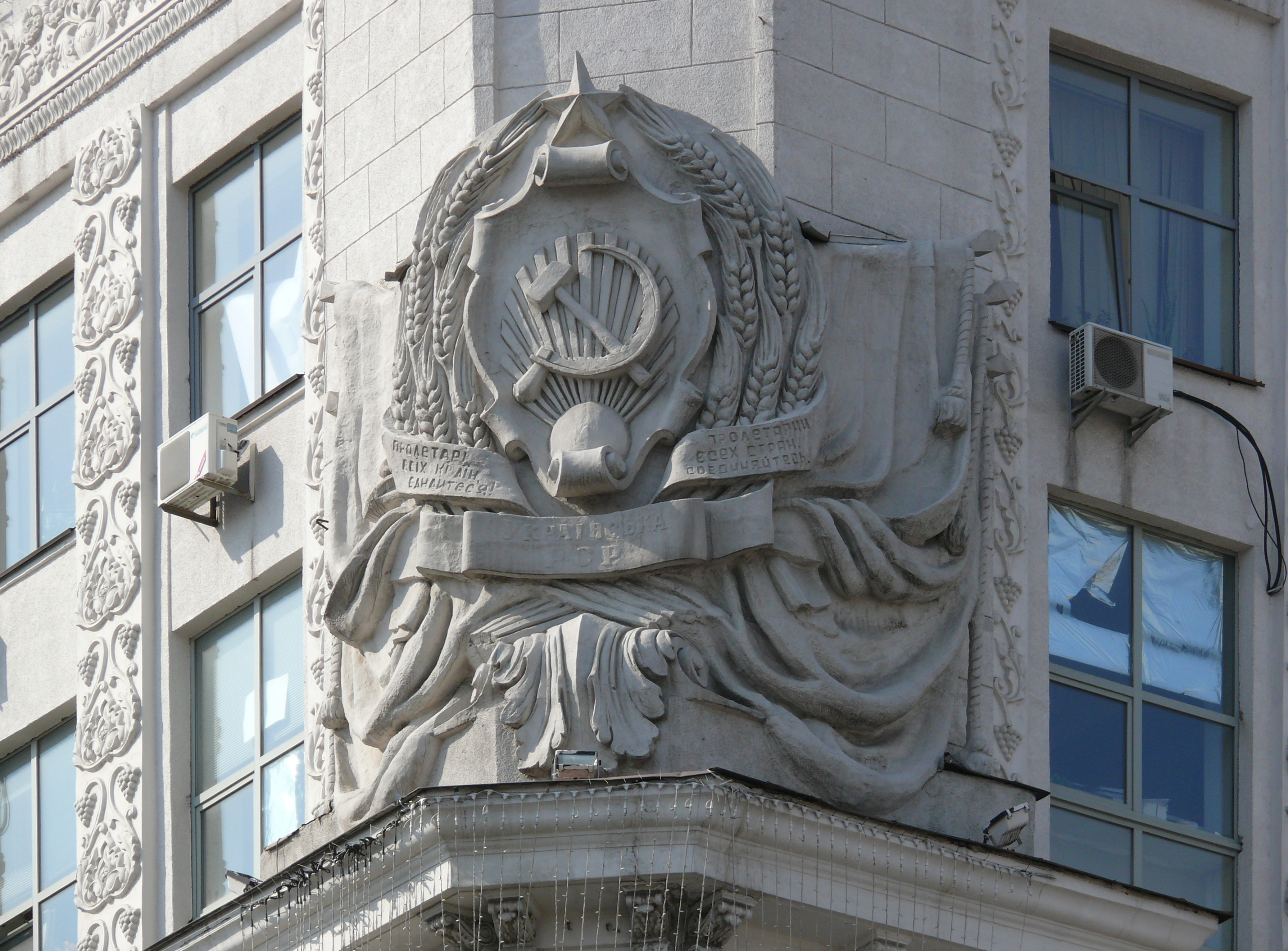
Герб УРСР на будівлі Харківської міськради
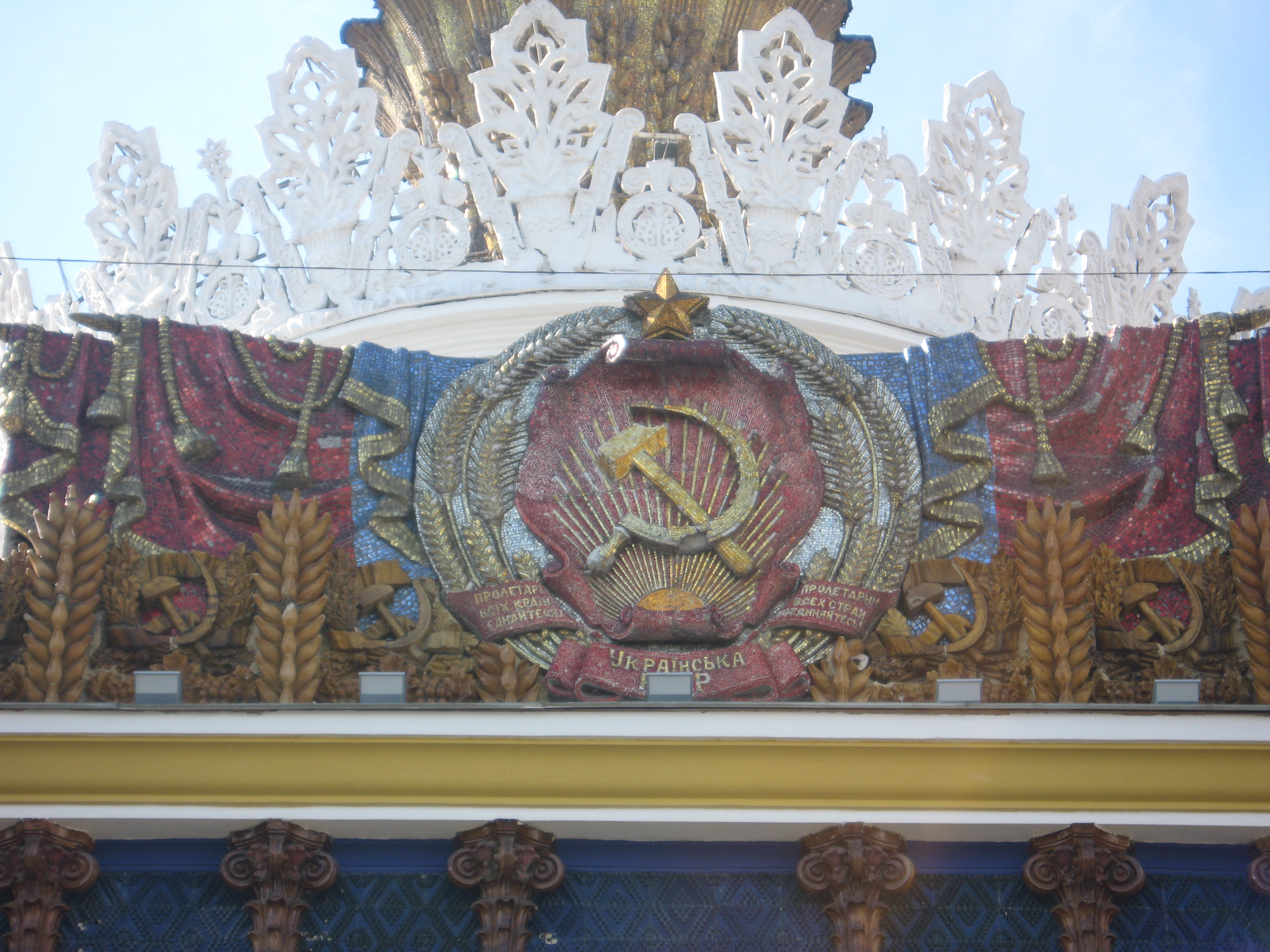
Герб УРСР на будівлі павільону УРСР на ВДНГ у Москві